# コヴロフ
座標: 北緯56度22分 東経41度20分 / 北緯56.367度 東経41.333度

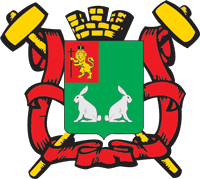
コヴロフの紋章

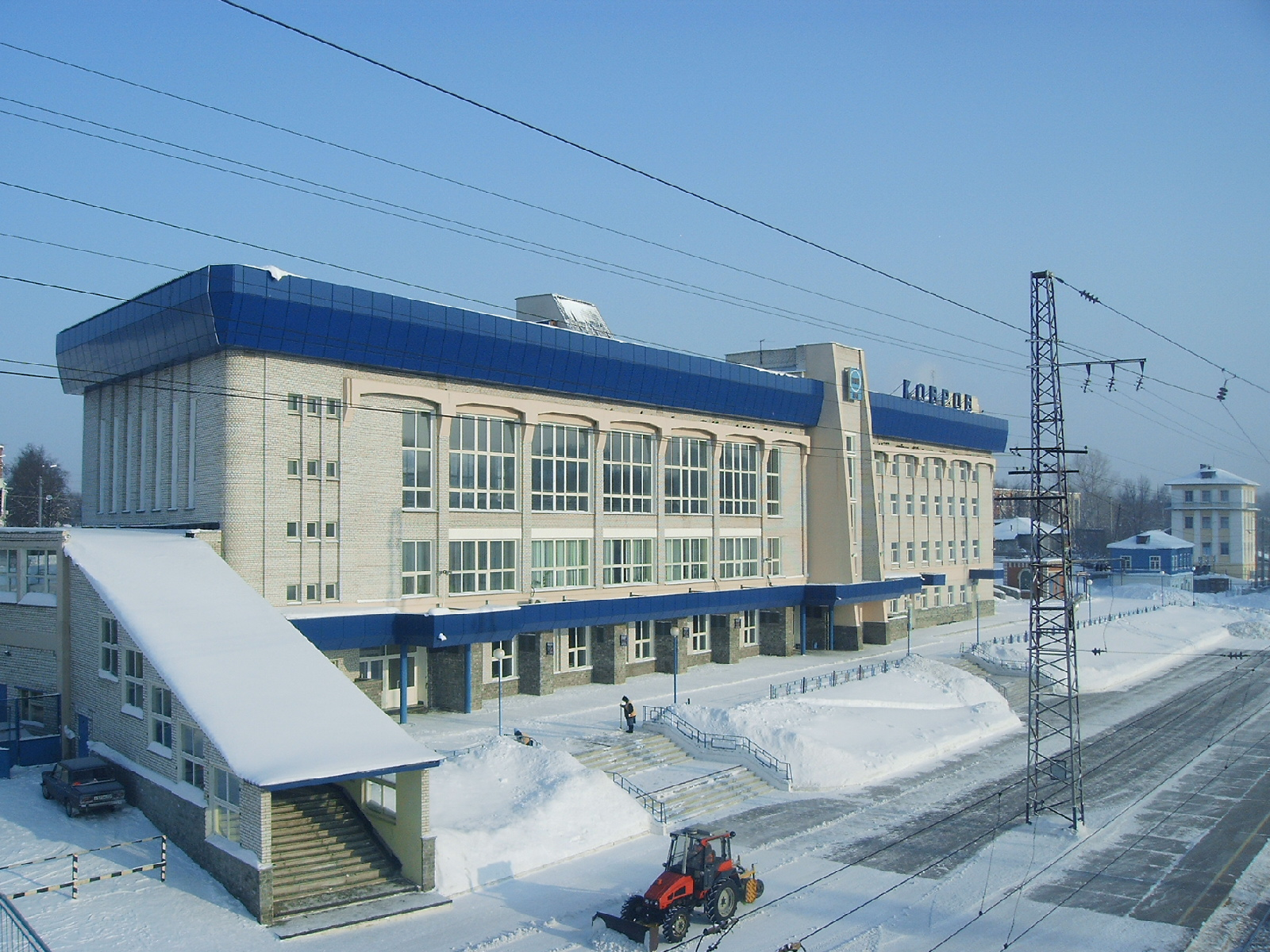
コヴロフ駅

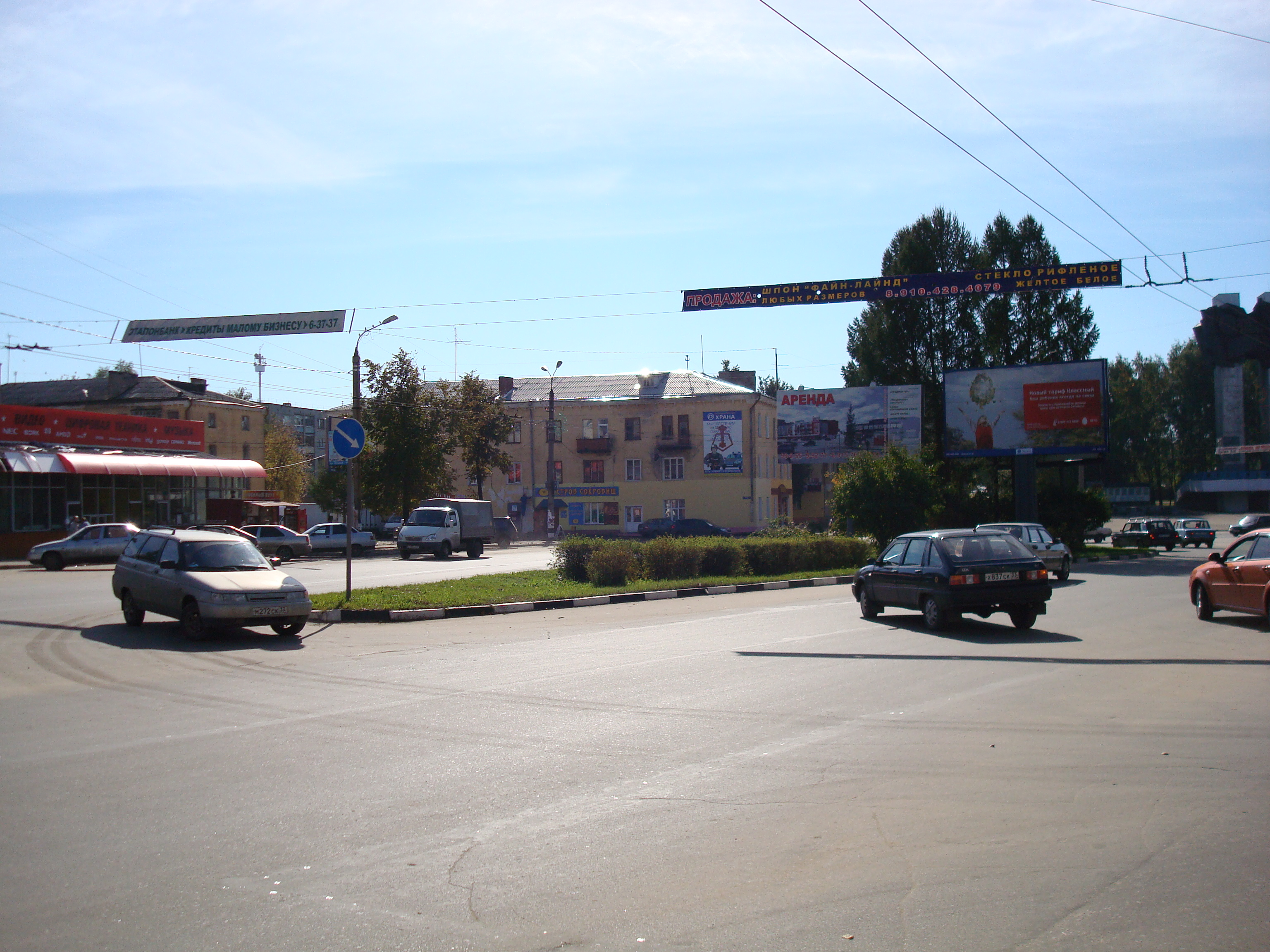
コヴロフ市内風景

コヴロフ（ロシア語: Ковро́в；英語: Kovrov）は、ロシア連邦・ヴラジーミル州の都市。人口は13万2471人（2021年）。州内では州都ウラジーミルに次ぎ二番目に人口の多い市である。モスクワの東250km、ウラジーミルの東64kmに位置する。クリャージマ川の右岸に広がる街であり、コヴロフスキー地区の行政中心地となっている。
コヴロフはロシアの防衛産業の一大中心地で、ほかにも民間用の機械・冶金・繊維・建材などの工業が集積する。ソ連の銃器設計者ヴァシーリー・デグチャレフの名を冠した「デグチャレフ工場」はDP28軽機関銃やPPSh-41（短機関銃）、SG-43重機関銃をはじめ、ソ連軍やロシア軍の大小様々な火器を製造してきた。同工場は他にも二輪車など民生品も製造している。
コヴロフにはモスクワとニジニ・ノヴゴロドを結ぶ鉄道が通り、シベリアからの列車の一部もこの路線を通っているほか、モスクワ=ニジニ・ノヴゴロド間の特急列車も停車する。近隣の都市には、19km西に紡績工業の町カメシコヴォが、北にはシューヤ市が、南にはムーロム市があり、ムーロムへの鉄道はコヴロフで分岐する。ロシア連邦道路M7はコヴロフの南方を通っているが一般道路で連絡している。市内にはトロリーバス路線もある。

## 歴史
12世紀頃には、クリャージマ川沿いにはスタロドゥーブ＝ナ＝クリャージマ（Стародуб на Клязьме）の町があり、その近くにあったコヴロフは、ロジェストヴェンスコエという名の小さい村にすぎなかった。この名前は、アンドレイ・ボゴリュブスキー公が建てた木造の聖堂、救世主降誕聖堂の名にちなむ。16世紀にはヴァシーリー・アンドレイエヴィチ・スタロドゥーブスキー公がモスクワ大公国によりこの一帯の統治を任された。言い伝えでは、タタール人との戦いでスタロドゥーブスキーはオリエント製の豪華な絨毯を手に入れ、その一族は後にこれを記念してロジェストヴェンスコエをコヴロヴォ（ロシア語の「絨毯」より）と改名したとされる。16世紀末ごろには、モスクワから東へ伸びる街道と、当時は水運の大動脈であったクリャージマ川の両方が通るコヴロフは市場の立つ町として栄え始めた。
スタロドゥーブがモンゴル帝国のルーシ侵入と動乱時代のロシア・ポーランド戦争を経て破壊され廃墟と化すと、コヴロフが代わってこの地方の中心となった。18世紀には市場の繁栄は頂点に達し、1778年にはエカチェリーナ2世の政治改革により町として承認されウラジーミル県に編入された。18世紀末以後、コヴロフは度重なる大火事に見舞われ、さらに1830年にはモスクワ=ニジニ・ノヴゴロド間の新しい街道が完成したもののコヴロフを通らず、これが定期市の衰退に拍車をかけて町の経済も低迷した。19世紀後半に鉄道が通ると列車工場ができたのを皮切りに紡績などの工場ができ始めた。ソビエト連邦時代の1930年代に銃器工場が建設されて以降、コヴロフは兵器製造の町として栄え、第二次世界大戦や冷戦を支えた。1978年7月13日、町の200周年記念の日にコヴロフ市には労働赤旗勲章が授与されている。

## 姉妹都市
- ブレスト、ベラルーシ
- リベレツ、チェコ